# Quần đảo Sunda Nhỏ
Nusa Tenggara (nghĩa là các đảo Đông Nam), hay quần đảo Sunda Nhỏ, là một nhóm các đảo ở khu vực trung-nam của bán đảo Mã Lai. Cùng với Quần đảo Sunda Lớn ở phía tây, chúng tạo thành quần đảo Sunda. Các đảo này là một phần của một vòng cung núi lửa, vòng cung Sunda, được kiến tạo từ một sự sụt lún dọc theo rãnh Java.

## Danh sách một phần các đảo
| - Adonara - Alor - Bali - Flores - Komodo - Lombok - Palu'e |  | - Pantar - Rote - Solor - Sangeang - Savu - Sumbawa - Timor |

## Hành chính
Các đảo này một phần thuộc Đông Timor (Timor-Leste) và các tỉnh của Indonesia: Bali, Nusa Tenggara Barat và Nusa Tenggara Timur.